# Райан Коннер
Райан Коннер (англ. Ryan Conner, род. 12 февраля 1971 г., настоящее имя — Deborah Hinkle) — американская порноактриса.

## Биография
Райан Коннер, настоящее имя — Дебора Хинкль, родилась в городе Санта-Ана (штат Калифорния) в 1971 году. В возрасте 9 лет она переехала со своей семьей в Айдахо, где ее воспитывали как Свидетеля Иеговы. У нее не было секса, пока она не вышла замуж, в возрасте 18 лет. После развода с первым мужем (спустя двух лет брака) на Коннер уже не влияла её строгая семья, и она начала работать танцовщицей в стрип-клубе.
Её карьера порноактрисы началась в 1999 году, в возрасте 28 лет.
В 2006 году она решила уйти на пенсию в качестве актрисы. Период отдыха позволил ей сосредоточиться на пении, музыке и литературе.
Тем не менее, она вернулась в индустрию для взрослых в 2015 году, в том же году начала сниматься в порно дочь актрисы Дилан Феникс. На новом этапе, вернувшись в возрасте 44 лет, по её физическому состоянию, возрасту и признакам, она была отнесена к актрисам MILF, ближе к Cougar.
В 2016 году была представлена в номинации MILF/Cougar исполнительница года на AVN Awards.
Снялась в качестве актрисы более чем в 240 фильмах.
23 августа 2021 года объявила в Instagram о завершении карьеры.

## Награды и номинации
| Год  | Церемония         | Результат | Номинация                                          | Работа                              |
| ---- | ----------------- | --------- | -------------------------------------------------- | ----------------------------------- |
| 2001 | NightMoves Award  | Победа    | Лучшая новая старлетка (выбор редакции)            | н/д                                 |
| 2001 | AVN Awards        | Номинация | Лучшая групповая лесбийская сексуальная сцена      | New Wave Hookers 6                  |
| 2002 | AVN Awards        | Номинация | Лучшая сексуальная сцена мужчина/женщина           | Portraits in Blue                   |
| 2002 | AVN Awards        | Номинация | Лучшая анальная сексуальная сцена                  | Bottom Feeders 2                    |
| 2002 | AVN Awards        | Номинация | Лучшая сцена группового секса                      | Underworld                          |
| 2004 | AVN Awards        | Номинация | Лучшая сексуальная сцена мужчина/женщина           | Buttman’s Bend Over Babes 6         |
| 2005 | Honor             | Победа    | AVN’s Top 10 Bitchin' All-Girl Sex Scenes          | Bad Wives 2                         |
| 2016 | AVN Awards        | Номинация | MILF/Cougar исполнительница года                   | н/д                                 |
| 2016 | AVN Awards        | Номинация | Лучшая сцена группового секса                      | Manuel Ferrara’s Reverse Gangbang 3 |
| 2016 | AVN Awards        | Номинация | Премия фанатов: самая горячая MILF-исполнительница | н/д                                 |
| 2016 | Spank Bank Awards | Номинация | Великолепнейшая MILF                               | н/д                                 |
| 2016 | Spank Bank Awards | Номинация | Возвращение года                                   | н/д                                 |
| 2016 | XRCO Award        | Победа    | Лучшее возвращение                                 | н/д                                 |
| 2017 | AVN Awards        | Номинация | MILF/Cougar исполнительница года                   | н/д                                 |
| 2017 | AVN Awards        | Номинация | Лучшая сцена двойного проникновения                | Lex vs. Ryan Conner                 |
| 2017 | AVN Awards        | Номинация | Лучшая сцена группового секса                      | Slutty Mom                          |